# 1102
Évszázadok: 11. század – 12. század – 13. század
Évtizedek: 1050-es évek – 1060-as évek – 1070-es évek – 1080-as évek – 1090-es évek – 1100-as évek – 1110-es évek – 1120-as évek – 1130-as évek – 1140-es évek – 1150-es évek
Évek: 1097 – 1098 – 1099 – 1100 –  1101 – 1102 – 1103 – 1104 – 1105 – 1106 – 1107

## Események

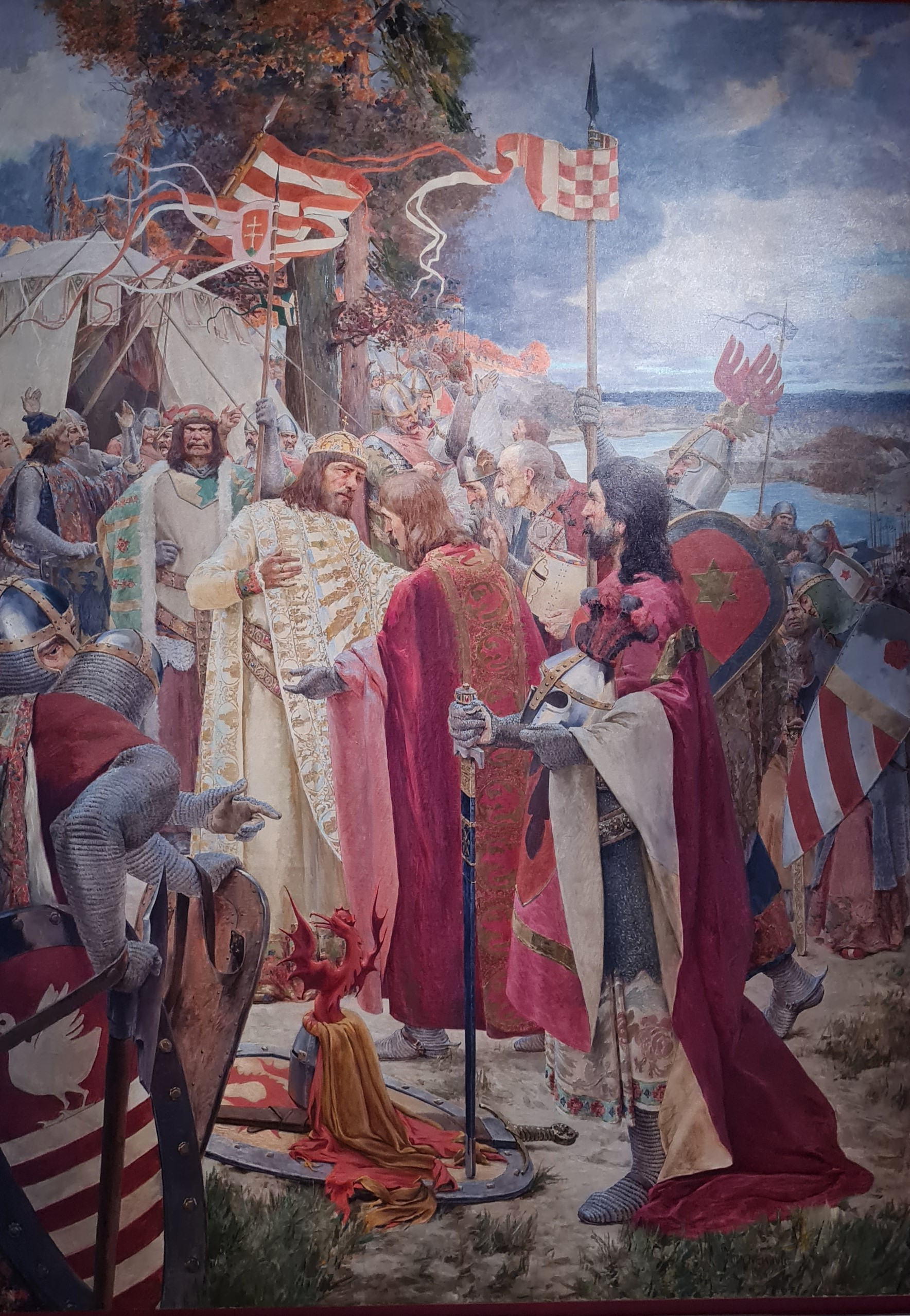
A horvát nemesek és Kálmán király - A Béke csókja

### Határozott dátumú események
- május 17. – A keresztesek elfoglalják Caesarea városát.[1]

### Határozatlan dátumú események
- Könyves Kálmán magyar király megkezdi Horvátország és Dalmácia megszállását. Megveri Péter zsupán hegyvidéki horvát seregét, majd a dalmát városok meghódításához kezd.
- Az Almorávidák elfoglalják Valenciát.
- I. Henrik angol király felnyittatja Hitvalló Edward sírját, és testét teljes épségben találja.
- III. Boleszláv lesz Lengyelország uralkodója.
- Ordelafo Faliero velencei dózse megválasztása (1118-ig uralkodik).
- II. Hugó burgundi herceg (I. Edó fia) trónra lépése (1143-ig uralkodik).
- István elfoglalja a váci püspöki széket .[2]
- II. Paszkál pápa kiátkozza IV. Henrik német-római császárt, és támogatja a császár fiának, a későbbi V.. Henriknek az apja elleni lázadását.[3]

## Születések
- február 7. – Matilda, I. Henrik angol király leánya, később V. Henrik német-római császár felesége
- október 25. – I. Vilmos flamand gróf (Guillaume Cliton, † 1128)

## Halálozások
- május 19. – István, Blois grófja[4]
- az év folyamán – I. Ulászló lengyel fejedelem (* 1040)
- az év folyamán – I. (Vörös) Edó burgundi herceg (* 1060 körül)